# Jerry, chien des îles
Jerry, chien des îles (titre original : Jerry of the Islands) est un roman de l'écrivain américain Jack London publié  aux États-Unis en 1917. En France, il a paru pour la première fois en 1922 sous le titre : Jerry dans l'île.

## Résumé

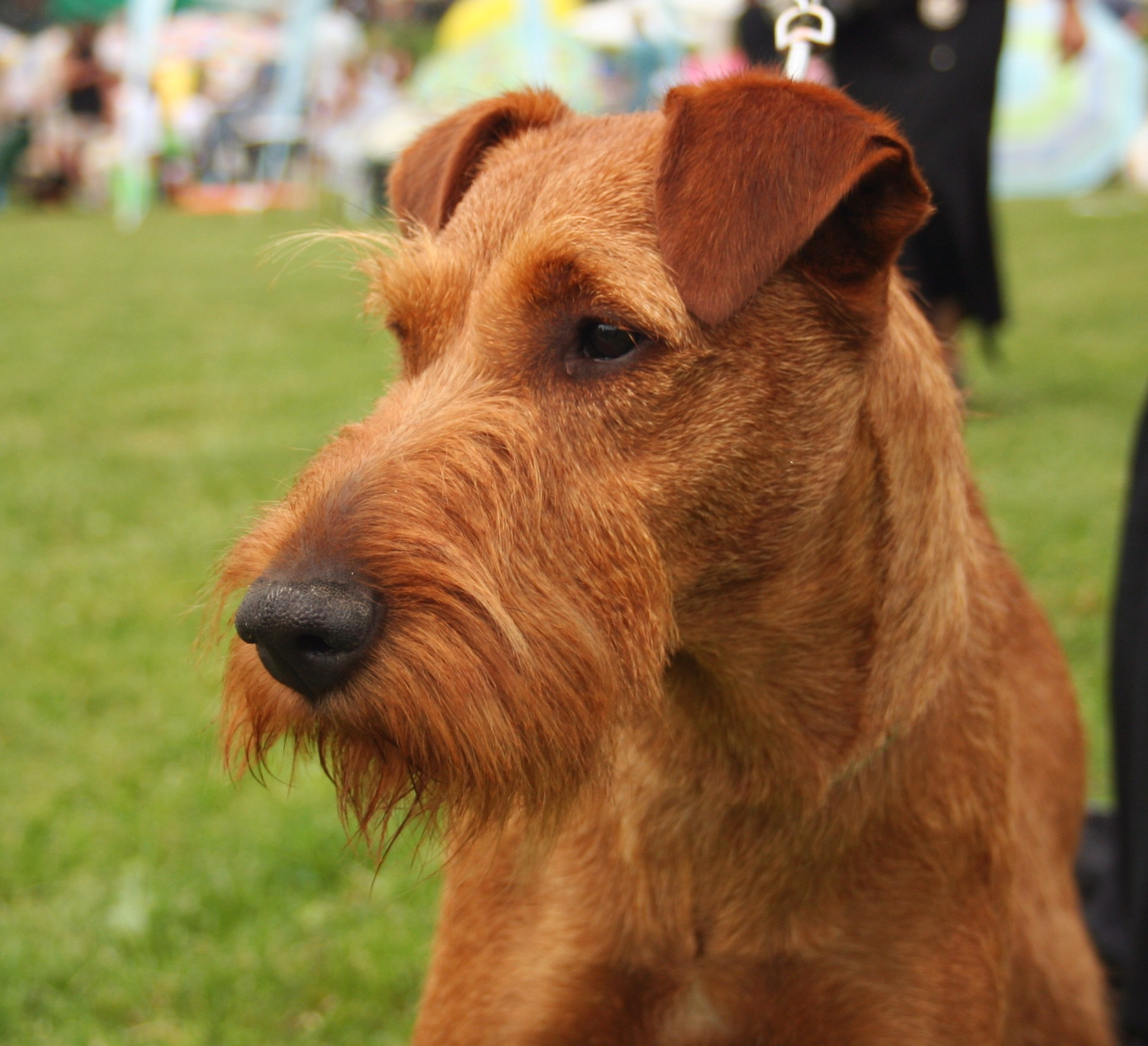
Un Irish terrier roux.

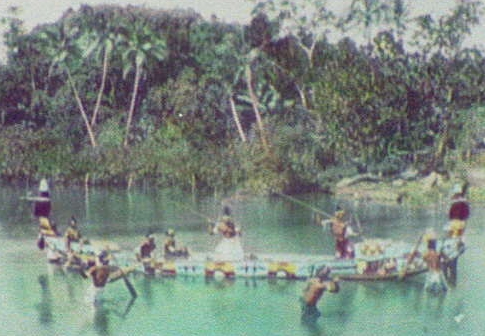
Guerriers des Salomon, avec une pirogue de guerre décorée (vers 1895).

Frère jumeau de Michaël, Jerry est un terrier irlandais au poil roux. Son propriétaire est M. Haggin qui vit sur l’île Santa Isabel dans l’archipel des îles Salomon. Il est à la tête de la plantation de Meringe et a élevé Jerry pour surveiller les Noirs qui travaillent sur sa plantation. Il confie son chien au capitaine Van Horn chargé du recrutement de main d’œuvre dans les îles. L’Arangi est un ketch (voilier) qui emmène les Noirs « de retour », après la fin de leur contrat de trois ans, dans leur village. Jerry fait régner l’ordre sur le voilier avec férocité.
Lors d’une escale sur l’île de Malaita, le capitaine Van Horn se fait abuser par un chef avec qui des pourparlers sont engagés afin de le convaincre de lui confier de nouvelles recrues. Il est tué et l’Arangi est pillé et brûlé. Jerry qui a perdu son maître est pris en charge par Lamaï, un jeune garçon du village, avant d’être accaparé par Bashti, le vieux chef. Face au courage et à la férocité de Jerry, il l’accapare dans l’espoir de voir ces qualités se propager à la descendance des chiens de son île, des chiens de brousse pleutres. Devenu « tabou », Jerry mène une vie autonome sans être inquiété par les membres de la tribu.
Jusqu’au jour où le sorcier Agno lui tend un piège pour se débarrasser de lui. Il l’excite à s’introduire dans la réserve de mégapodes, des gallinacés eux aussi protégés par un tabou. Jerry est condamné à être sacrifié et mangé avec une cinquantaine de chiens de brousse. Mais Nasalu, un vieil aveugle, le rachète contre un cochon. Il s’appuie sur ses qualités de caractère pour le dresser et lui apprendre un langage particulier, le « wif-wouf ». Grâce à ce vocabulaire succinct, Nasalu peut ainsi l’aider à se protéger de certains membres de la tribu qui souhaitent sa mort par vengeance.
Lorsqu’un navire vient détruire une partie du village par mesure de représailles du massacre de l’Arangi, Nasalu est tué d’un boulet de canon. Jerry reprend sa liberté et s’enfonce dans la jungle. Arrivé sur une plage il aperçoit un navire non loin du rivage qu’il prend pour l’Arangi. Il le rejoint à la nage. Il s’agit en réalité de l’Ariel, un yacht sur lequel Harvey et Villa Kennan font une croisière. Ils recueillent Jerry qui les sauvera en s’attaquant à un Noir qui, dissimulé dans les bois, allait faire feu sur le couple en train de se baigner.
Revenus à Tulagi, sur l’ile de Florida où se trouve le siège du gouvernement et du commissaire résident, où Harvey Kennan a livré son agresseur, ils apprennent le vrai nom de Jerry. Ce dernier retrouvera son frère jumeau, Michaël, peu de temps avant que celui-ci s’embarque à son tour sur un navire.

## Contexte

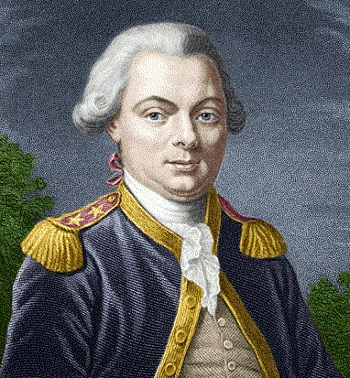
Jean-François de La Pérouse, disparu à Vanikoro.

Jerry, chien des îles, écrit en 1916, est l’un des derniers livres de Jack London et le premier publié après sa mort. Son action se situe cependant avant celle de Michaël, chien de cirque.
Bashti, le chef de la tribu qui pratique le cannibalisme, conserve dans sa maison sans le savoir les têtes de personnages illustres, parmi lesquels Jean-François de La Pérouse dont La Boussole et l'Astrolabe avaient fait naufrage à Vanikoro.
Dans sa préface, Jack London indiquait : « Les aventures de mon héros canin dans ce roman sont des aventures réelles dans un monde véridique de cannibales. » Cette histoire est inspirée d’une croisière que le romancier avait effectué avec sa seconde épouse, Charmian Kittredge, sur le Minota. Sur ce navire il déroba une chienne terrier rousse nommé Peggy, dont les parents se nommaient Terrence et Biddy. Comme ceux de Jerry.